# Ray Thomas

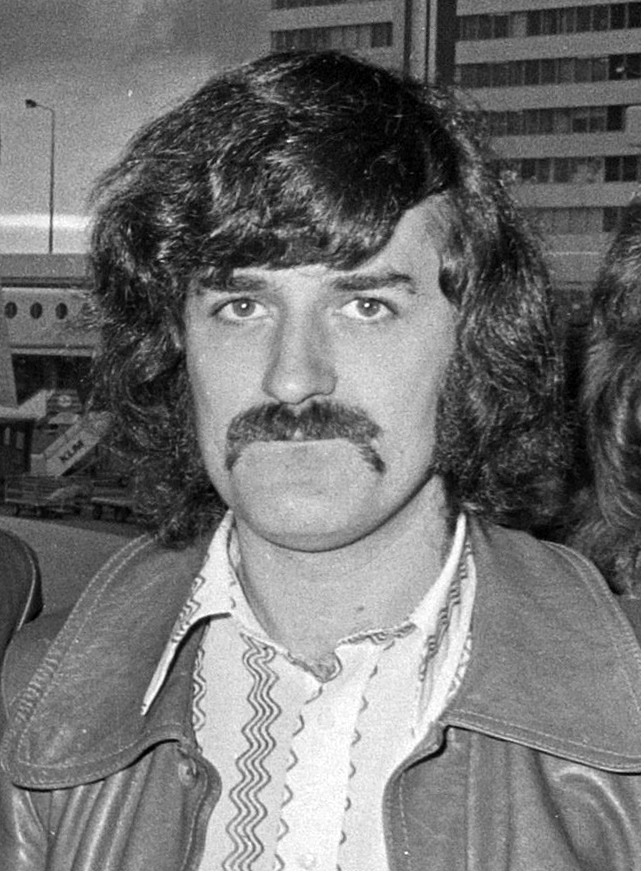
Ray Thomas (1970)

Ray Thomas (* 29. Dezember 1941 in Stourport-on-Severn, Worcestershire; † 4. Januar 2018 in Surrey)  war ein britischer Pop-Musiker, der vor allem als Flötist, Sänger und Mundharmonikaspieler von The Moody Blues bekannt wurde.

## Leben
Ray Thomas hatte Ende der 1950er Jahre als Kontrabassist bei der Skiffleband Saints & Sinners angefangen und war ab 1959 als Sänger und Mundharmonikaspieler Frontman von El Riot and the Rebels, wo er den Gitarristen John Lodge und Mike Pinder kennenlernte, der zeitweilig Keyboarder der Band war. Die Gruppe war recht erfolgreich, hatte einige Fernsehauftritte und spielte 1963 im Vorprogramm der Beatles. Thomas beschloss daher 1963, vollends Profimusiker zu werden und schloss sich mit Pinder, der inzwischen seinen Militärdienst absolviert hatte, für einige Monate den Krew Kats an, die sich jedoch nach wenigen Monaten während einer Tournee durch Deutschland wieder trennten.
Zurück in England gründete er 1964 mit Pinder die Gruppe Moody Blues, zu denen 1966 auch wieder Lodge stieß, und gehörte ihr bis zu seinem lange angekündigten Ausscheiden 2002 an. Er wirkte als Sänger und Songwriter mit, seine wichtigsten Instrumente waren Querflöte und Mundharmonika. Kultstatus erreichte sein Timothy Leary gewidmeter Titel Legend of a Mind aus dem Jahr 1968.
Während der „schöpferischen Pause“ der Moody Blues zwischen 1973 und 1978 veröffentlichte Ray Thomas zwei Solo-LPs, deren erste kommerziell einigermaßen erfolgreich war, während die zweite in den Charts nicht notiert wurde. Weitere Solo-Projekte hat er nach der Reunion der Band oder später nach seinem Ausscheiden nicht verfolgt, doch gab es 2010 eine Neuveröffentlichung beider Alben als box-set mit dem zusätzlichen, neu aufgenommenen Song The Trouble With Memories.
2002 verließ Thomas die Band und zog sich ins Privatleben zurück, teils aus gesundheitlichen und Altersgründen, teils wohl auch wegen einer gewissen Entfremdung von den Moody Blues, in denen er seit Jahren keine zentrale Rolle mehr gespielt hatte. Während er als Flötist durch die US-Amerikanerin Norda Mullen hervorragend ersetzt wurde, vermissten ihn viele Fans der Gruppe als Songwriter und „walisischen Bariton“.
Auf seiner Website gab Thomas 2014 bekannt, seit 2013 an Prostatakrebs zu leiden. Danach ließ er als Musiker wieder von sich hören, so steuerte er 2016 Flötentöne zu dem Song L´urlo nelle ossa auf einem Album der italienischen Band Syndone bei.
Ray Thomas starb im Januar 2018 im Alter von 76 Jahren.

## Diskografie (Solo-Alben)
- From Mighty Oaks (1975)
- Hopes, Wishes & Dreams (1976)